# Piacenza Sportiva 1933-1934
Questa pagina raccoglie le informazioni riguardanti il Piacenza Sportiva nelle competizioni ufficiali della stagione 1933-1934.

## Stagione
Nella stagione 1933-1934 il Piacenza ha disputato il girone C del campionato di Prima Divisione; con 35 punti in classifica si è piazzato in quarta posizione. Il torneo è stato vinto con 43 punti dal Torino B davanti alla Biellese con 39 punti. Biellese e Piacenza sono state ammesse al girone finale che ha promosso il Pisa in Serie B.

## Rosa
| N. |                   | Ruolo | Calciatore                 |
| -- | ----------------- | ----- | -------------------------- |
|    | Italia (bandiera) | D     | Luigi Carlo Felice Amapane |
|    | Italia (bandiera) | C     | Piero Antona               |
|    | Italia (bandiera) | D     | Antonio Benassi            |
|    | Italia (bandiera) | C     | Angelo Benedetti           |
|    | Italia (bandiera) | A     | Giuseppe Cella             |
|    | Italia (bandiera) | C     | Luigi Gavazzi              |
|    | Italia (bandiera) | A     | Carlo Girometta            |
|    | Italia (bandiera) | P     | Paride Lonati              |
|    | Italia (bandiera) | D     | Giulio Loranzi             |
|    | Italia (bandiera) | D     | Guido Masserotti           |
|    | Italia (bandiera) | A     | Edmondo Mazzocchi          |

| N. |                   | Ruolo | Calciatore          |
| -- | ----------------- | ----- | ------------------- |
|    | Italia (bandiera) | A     | Silvio Mazzoli      |
|    | Italia (bandiera) | D     | Giulio Modenesi     |
|    | Italia (bandiera) | P     | Giovanni Perfetti   |
|    | Italia (bandiera) | C     | Carlo Resmini       |
|    | Italia (bandiera) | A     | Antonio Rossetti    |
|    | Italia (bandiera) | C     | Adolfo Salamoni     |
|    | Italia (bandiera) | A     | Alfredo Simoni      |
|    | Italia (bandiera) | C     | Renato Tammi        |
|    | Italia (bandiera) | D     | Vincenzo Torricella |
|    | Italia (bandiera) | C     | Bruno Valisa        |
|    | Italia (bandiera) | C     | Guglielmo Zanasi    |